# Taswell Baird
Taswell Joseph Baird Jr. (* 24. Juni 1922 in St. Louis, Missouri; † 22. November 2002 in Oakland) war ein US-amerikanischer Jazzposaunist.

## Leben und Wirken
Baird spielte Anfang der 1940er-Jahre im Jay McShann Orchestra, bei Andy Kirk and His Clouds Of Joy und ab 1944 bei Louis Armstrong, bei Billy Eckstine and His Orchestra und der Dizzy Gillespie Big Band, mit der er 1947 in der Carnegie Hall auftrat. Im Bereich des Jazz war er zwischen 1941 und 1947 an 33 Aufnahmesessions beteiligt. Die meiste Zeit seiner 50 Jahre umfassenden Karriere war er auf Tourneen unterwegs, wie mit Dizzy Gillespie und Lena Horne. Ende der 1970er-Jahre zog er nach Oakland. Er starb 2002 an Verletzungen infolge eines Raubüberfalls.